# Ви Супериоре (Ђенова)
Ви Супериоре је насеље у Италији у округу Ђенова, региону Лигурија.
Према процени из 2011. у насељу је живело 15 становника. Насеље се налази на надморској висини од 751 м.